# Plauru, Tulcea
Plauru (în trecut Satu Nou, Lascăr Catargiu) este un sat în comuna Ceatalchioi din județul Tulcea, Dobrogea, România. Se află în partea de nord a județului,  în Delta Dunării, pe malul brațului Chilia, vis-a-vis de orașul ucrainean Ismail.